# Lurker
Lurker (englisch to lurk, lauern, schleichen) ist im Netzjargon eine Bezeichnung für passive, also nur lesende Teilnehmer einer Newsgroup, eines Internetforums oder einer Mailingliste. Viele irritiert es, wenn jemand alles mitliest, was sie schreiben, selbst aber nichts über sich preisgibt. Das führt dazu, dass die Bezeichnung unter Umständen abwertend gebraucht wird.
Der Begriff „Lurker“ ist auch auf Teilnehmer anderer gesellschaftlicher Foren übertragbar.
Einer Untersuchung von Christian Stegbauer und Alexander Rausch aus dem Jahr 2000 zufolge stellen auf wissenschaftlichen Mailinglisten Lurker immer die Mehrheit der Teilnehmer. Verharren Teilnehmer lange in der Position als Lurker, wird die Wahrscheinlichkeit, dass sie sich aktiv beteiligen, verschwindend gering.

## Problematisierung
In ihrem englischsprachigen Artikel Lurker demographics: Counting the silent problematisieren die Wissenschaftler
Blair Nonnecke und Jenny Preece den Begriff des Lurkers und stellen fest, dass eine Definition schwierig ist. Sie stellen z. B. die Frage in den Raum, ob jemand, der niemals im öffentlichen Diskussionsraum postet, sich dafür aber ständig individuell mit anderen Diskussionsforumsmitgliedern austauscht, ein Lurker ist. Auch ist nicht klar, ob eine Person, die einen einzigen Post vornimmt oder irgendwann einmal ganz viel geschrieben hat und nicht mehr aktiv ist, aber mitliest, ein Lurker ist.
Es vereinfacht die Sache, wenn man den Lurker und das Lurking nicht als definierende Charakterisierung des Menschen sieht, sondern als Tätigkeit und weiter als struktur-analytisch zugängliche Nutzungsweise von Online Inhalten. Die individuelle Mediennutzung, vor allem in den rasanten Zeiten des Internet des 21. Jahrhunderts und unter dem Einfluss aller Technologie-Revolutionen der angebrochenen 2010er Jahren, variiert von Mensch zu Mensch in ansteigendem Ausmaß. Trotzdem lässt sich eine auf die vier motivationalen Grundkategorien des Nutzen- und Belohnungsansatzes basierende näherungsweise Typologie von Lurking-Nutzungsprofilen aufstellen. Lurking ist, wie schon Nonnecke / Preece in ihren Studien herausfanden, ein komplexes, hoch entwickeltes und strategisch ausgerichtetes Online-Verhalten. Die Gründe in Online-Communitys nicht zu posten sind sehr vielfältig und umfassen situationsbedingte Ursachen, die durch die Interaktion mit der Community entstehen, sowie persönlichkeitsbezogene Ursachen, die im Charakter des Lurkers zu finden sind. Zum einen sind es Hürden wie ein zu erstellender Account, der zu erbringende Aufwand und die fehlende Zeit. Zum anderen ist der Lurker aus prinzipiellen oder intuitiven Gründen kein Poster: keine Intention, fehlender Mut, Schüchternheit. Ein Lurker ist jedoch nicht zwangsläufig in allen Online-Communitys, in denen er sich aufhält, ein Lurker. Besonders in kleinen Communitys, die teil-öffentlich sind, in denen er die anderen Akteure kennt oder er eine institutionelle Funktion innehat, kann er zum Poster werden. Neben dem aktiven, selektiven und bewussten Lurking-Verhalten existiert auch eine automatisierte, unbewusste und oberflächlich unmotivierte Art und Weise zu lurken. Die persönliche Beziehung zum gelurkten Inhalt spielt eine Rolle im Motivgefüge eines Lurkers. Je näher ein Inhalt dem Lurker steht, desto sozialer und identitätsbezogener wird sein Verhalten. Ein Lurking-Vorgang kann in der Regel einer der folgenden Oberkategorien zugeordnet werden: kognitiver Informationssucher, affektiver Erlebnis-Typ, sozial und identitätsbezogener Lurker. Lurking ist und bleibt jedoch zu einem erheblichen Anteil multipel-komplex motiviert und absolut individuell ausdifferenziert.

## Sonstiges
J. Michael Straczynski, der Drehbuchautor der Science-Fiction-Serie Babylon 5, entschied sich, den Begriff „Lurker“ für die Bewohner des „Braunen Sektors“ wegen ihrer Ähnlichkeit zu den Internet-Lurkern zu verwenden.
Im offiziellen Add-On zum Computerspiel StarCraft existiert eine Einheit namens Lurker. Diese Wesen vergraben sich in der Erde und sind unsichtbar, selbst wenn sie mit ihren spitzen Stacheln von unten angreifen. Sie können alles beobachten, was auf der Oberfläche über ihnen passiert und bleiben auch über den Angriff hinaus unentdeckt.
Lurker sind auch in dem Playstation-2-Spiel Jak and Daxter: The Precursor Legacy in vielfältiger Art und Weise vertreten.
Bei Siege of Avalon stellen Lurker die verwunschenen Mitglieder eines alten Volkes dar, die in den Höhlen unterhalb Avalons leben und später wieder ihre ursprüngliche Gestalt annehmen.
Ebenfalls in einem Computerspiel kommt der Lurker als Tier vor, nämlich in (bisher) allen Teilen der Spieleserie Gothic. Dabei wird der Lurker von vielen Charakteren als schleimige, schnelle und hinterhältige Amphibie beschrieben, die kehlige Laute ausstößt und ein Allesfresser ist.
In der Computerspielserie Resident Evil handelt es sich bei Lurkern um durch den T-Virus mutierte menschenfressende Riesenfrösche.